# Transhab

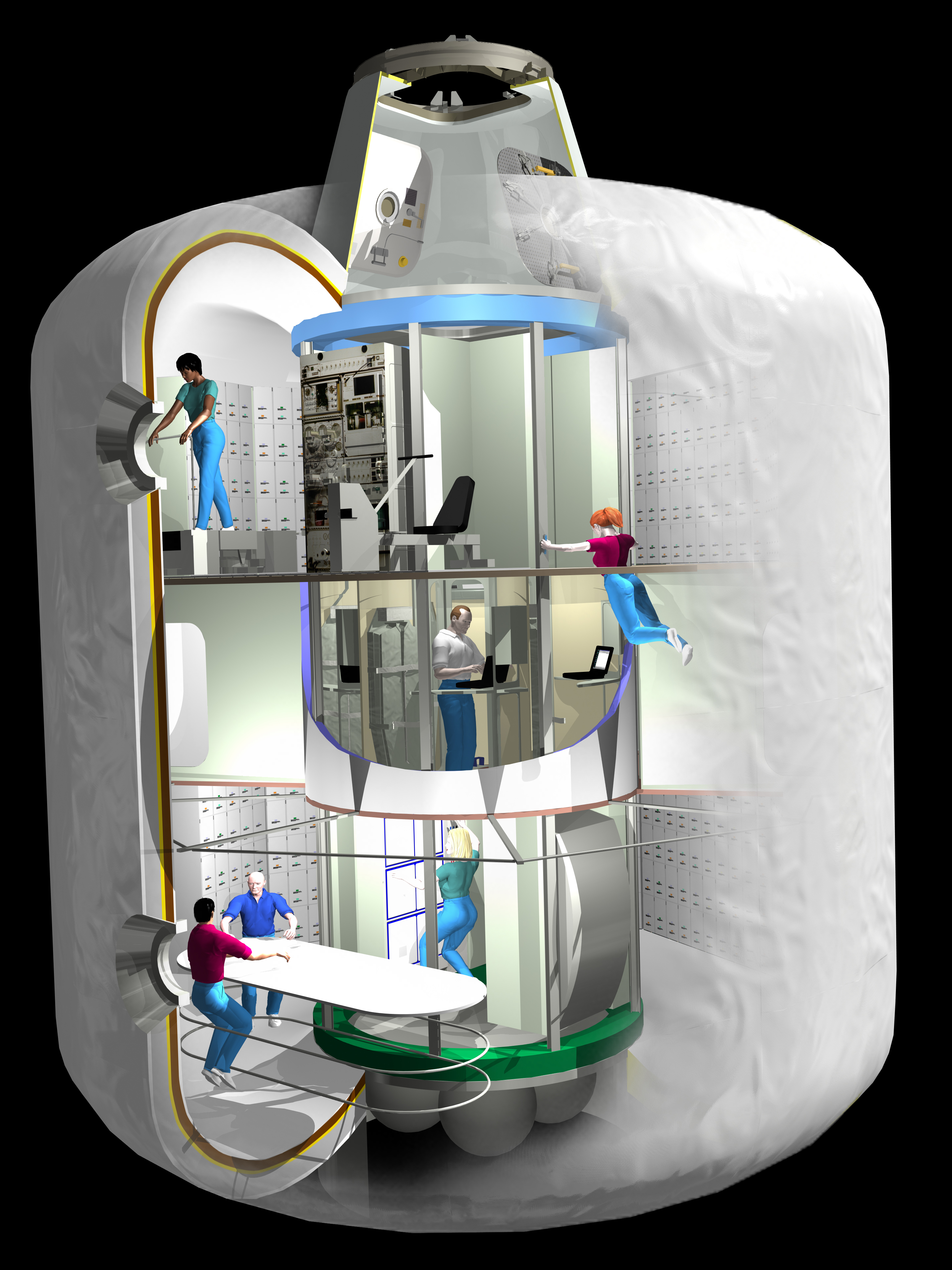
TransHab-Konzeptzeichnung für die ISS

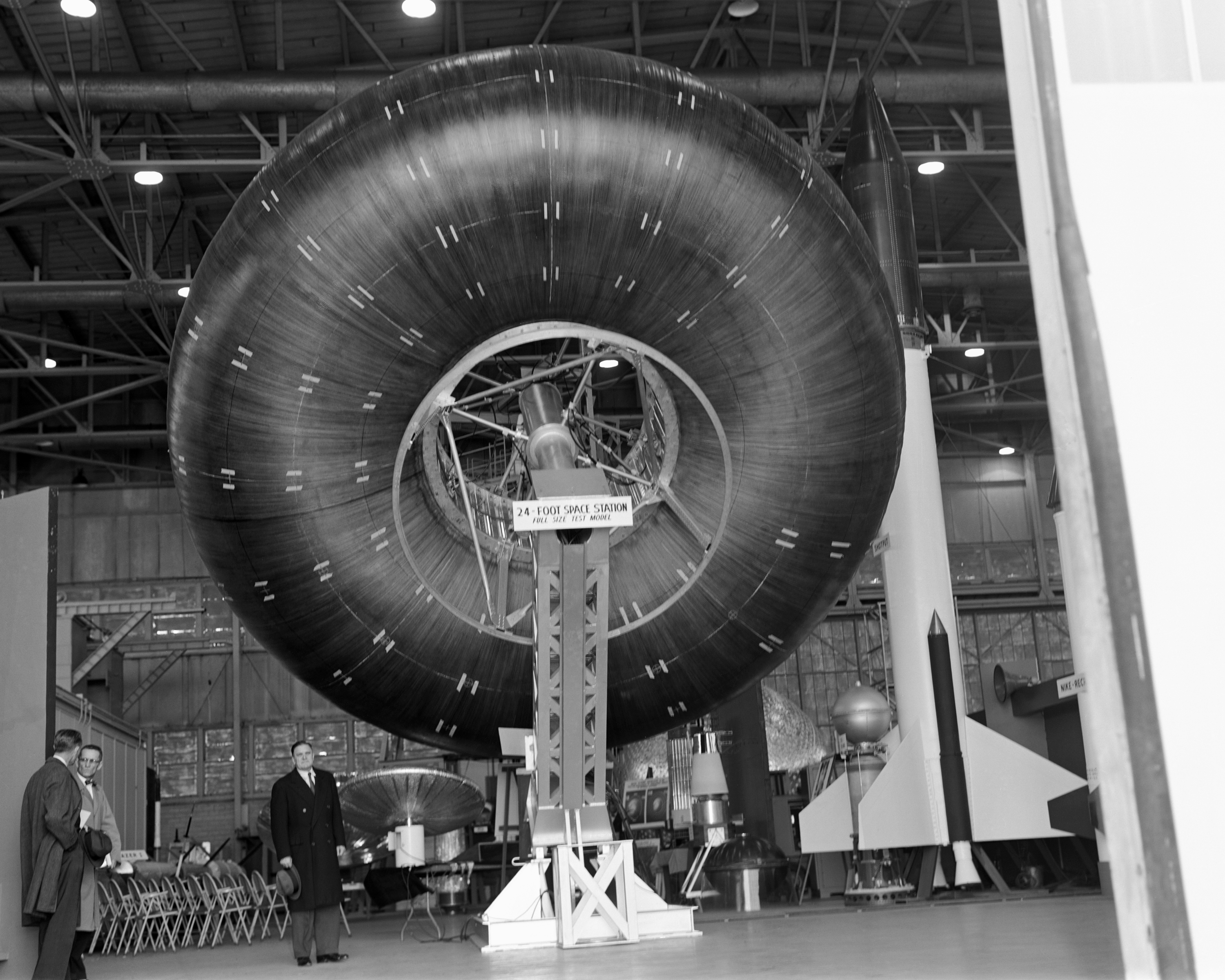
Erectable Torus Manned Space Laboratory – maßstabsgetreues Model von Goodyear (1961)

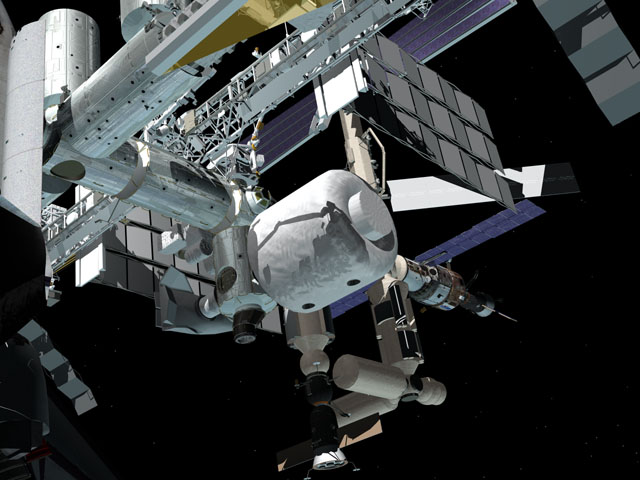
Das TransHab-Modul an der ISS (computergenerierte Darstellung)

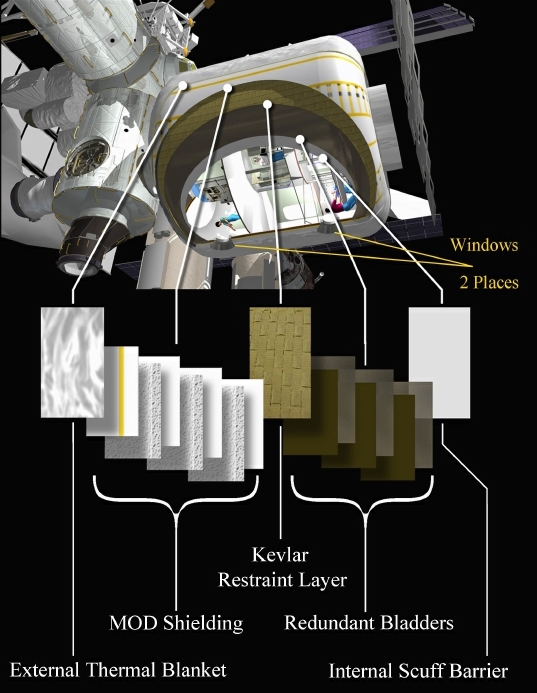
Die Schichten der Hülle des TransHab-Moduls (computergenerierte Darstellung)

TransHab war ein Konzept der NASA für aufblasbare Wohnmodule im Weltraum. Das Konzept wurde in den 1990er Jahren am Lyndon B. Johnson Space Center entwickelt und wegen zu hoher Kosten von der NASA nicht bis zur Einsatzreife gebracht. Das Raumfahrtunternehmen Bigelow Aerospace erwarb die Rechte an den NASA-Patenten zum TransHab und konstruierte mit dieser Technik die Raumstationmodule BEAM und B330.

## Geschichtlicher Hintergrund
Erste Versuche mit aufblasbaren Technologien unternahm die NASA ab dem Jahr 1960 mit den kugelförmigen Satelliten Echo 1 und Echo 2. Die beiden Satelliten wurden in Umlaufbahnen in 1500 bzw. 1200 km Höhe gebracht und danach auf einen Durchmesser von etwa 30 bzw. 40 m aufgeblasen. Sie dienten dann zur Reflexion von Funkwellen. Der Durchmesser von Echo 1 schrumpfte innerhalb eines Jahres auf 18 m. Der Satellit war 8 Jahre lang, bis zum Verglühen, sichtbar.
Die ersten Ideen zu aufblasbaren Wohnmodulen entstanden, als sich NASA-Ingenieure mit Raumstations-Konstruktionen beschäftigten. Einer dieser Entwürfe war das Erectable Torus Manned Space Laboratory von einem Team des Langley Research Centers. Der Torus sollte einen Durchmesser von zirka 7 m besitzen und wurde maßstabsgetreu von Goodyear als Testversion (Erdanwendung) konstruiert und gebaut. Zur damaligen Zeit hatten die Entwickler jedoch Bedenken bezüglich einer Durchlöcherung des Torus durch Mikrometeoriten. Auch die Stabilität des Torus bei Andockmanövern oder Personen- und Ausrüstungsbewegungen im Inneren wurde in Frage gestellt.
Ein weiteres Konzept, das in dieser Zeit von Langley-Wissenschaftlern entwickelt wurde, war eine hexagonale Raumstation aus sechs starren Modulen, die mit aufblasbaren Speichen mit einem nichtrotierenden Zentralmodul verbunden sind. Die Station sollte ungefähr einen Durchmesser von 23 m haben und langsam rotieren. Das Zentralmodul sollte zum Andocken von Raumschiffen und für Forschungsarbeiten benutzt werden.
Mit dem Beginn des Apollo-Programms wurden die Arbeiten allmählich eingestellt. Letzte Tests zeigten, dass die hexagonale Raumstation mit ihren starren Modulen und Wänden einen erheblichen Vorteil in Bezug auf das Wärmestrahlungsverhalten und dem Mikrometeoritenschutz gegenüber der Torusform hat. Das Wärmestrahlungsverhalten wurde in einer Thermal-Vakuum-Kammer über mehrere Monate getestet. Dabei stellte sich heraus, dass die Wände der starren Module eine besser isolierende Wirkung besitzen als das Material beim Torus. Bezüglich des Schutzes vor Mikrometeoriten konnten noch keine qualitativen Aussagen getroffen werden, da zu dieser Zeit noch keine Testeinrichtungen existierten, die die Geschwindigkeiten hätten erzeugen können.

## Das TransHab-Konzept
Der Name TransHab ist eine Abkürzung für „Transit Habitat“. Der Name weist auf eine der ursprünglichen Nutzungsideen hin, nämlich die Nutzung als Wohnmodul eines Raumschiffs für einen Flug zum Mars. Die zweite Möglichkeit galt dem Einsatz an der ISS, wie er später von Bigelow mit BEAM verwirklicht wurde. Zusätzlich sollte das Konzept nachweisen, dass solche aufblasbaren Module auch für Habitate auf der Marsoberfläche geeignet sind. Das Konzept beschreibt dazu:
- die Außenhülle, bestehend aus mehreren Schichten:
  - „External Thermal Blanket“ – eine äußere Temperaturisolierungsschicht
  - „MOD Shielding“ – Schutzschichten gegenüber Mikrometeoriten- und Weltraummüll
  - „Kevlar Restraint Layer“ – eine zugfeste Schicht, die die Ausdehnung begrenzt und damit die Form bestimmt
  - „Redundant Bladders“ – mehrere Lagen gasdichter Blasen zur Haltung der Atmosphäre
  - „Internal Scuff Barrier“ – die innerste Strapazschicht, die von den Nutzern berührt wird

- die Kernstruktur mit:
  - einer Tunnelstruktur, bestehend aus CFK-Material
  - mehreren Fluren, Schotts (Boden und Decke) und mehreren Zugängen zu diversen Ebenen
  - einem Wassertank, der als Strahlungsschutz um die Crewquartiere verläuft
  - einem Dockingmechanismus
  - einem nicht druckbeaufschlagten Tunnel, in dem sich u. a. die Drucklufttanks für den Entfaltungsvorgang befinden.

Das TransHab-Konzept für die ISS sah ein druckbeaufschlagtes Volumen von 342 m3 vor. Dieses sollte aus 4 Ebenen bestehen, der Dockingebene und den Wohn- und Arbeitsebenen. Bei der Höhe der Ebenen wurde die Nutzungsart berücksichtigt, so wären Level 1 und 3 ca. 2,4 m hoch und Level 2 nur 2,1 m. Level 2 würde demzufolge als Lagerort und für die Crewquartiere genutzt, wohingegen Level 1 als Versammlungsort, zur gesellschaftlichen oder beruflichen Interaktion, dienen würde und Level 3 als medizinischer und sportlicher Betätigungsbereich. Beide Ebenen sollten Beobachtungsfenster zur Sicht auf die Erde oder in den Weltraum besitzen.